# Carl Erickson
Pour les articles homonymes, voir Eric (homonymie) et Erickson.
Carl Erickson, connu sous son pseudonyme de Eric dont il signe ses œuvres, est un illustrateur de mode américain, né en 1891 et mort en 1958. Il débute par la publicité, puis travaille principalement pour l'édition américaine de Vogue, après son installation à Paris avec sa femme, magazine avec lequel il collaborera pendant plus de 35 ans et réalisera de nombreuses couvertures à partir de 1930.

## Biographie
Carl Oscar August Erickson naît à Joliet en 1891, dans une famille d'origine suédoise.
Après des études dans une école d'art de Chicago, l'Academy of Fine Arts, Carl Erickson arrive à New York en 1914. Il débute l'illustration de mode dans la publication Dry Goods Economist. Travaillant comme illustrateur publicitaire indépendant pendant plus d'une décennie, il vend épisodiquement des illustrations au Vogue américain,. Son style est alors conventionnel et très descriptif. Il épouse l'illustratrice Lee Creelman en 1920, puis s'installent tous deux en France pour travailler à Paris, ce qui durera presque vingt ans ; ils auront une fille, Charlotte.
Il collabore alors ponctuellement, avec sa femme devenue Lee Creelman Erickson, à l'édition française de Vogue, ou à la Gazette du Bon Ton. Lee, américaine également, est alors plus connue que lui, plus influente et travaille régulièrement pour le magazine de mode des États-Unis. Mais en 1925, Carl est intégré à l'équipe des illustrateurs de Vogue avec pour fonction de rendre compte de la mode française. Dans les années à venir, il va, par ses créations, éclipser la réputation de sa femme.
Mais l'influence du Paris artistique se ressent de plus en plus dans son style. Vers la fin des années 1920, Carl Erickson, qui signe maintenant « Eric », se met à la couleur ; ses illustrations sont visibles plus régulièrement. Durant les années qui vont suivre, son style va s'adoucir, et devenir plus souple, naturel, et expressif, tout en conservant ce qui le définit, un style « descriptif » ; il dessine lentement, apportant un soin important à ses réalisations. C'est maintenant l'âge d'or de l'illustration de mode, le Vogue français prend de l'importance sous la direction de Michel de Brunhoff, l'édition américaine domine, et bientôt le Harper's Bazaar va devenir la référence des magazines de mode du milieu du siècle. En novembre 1930, il est publié pour la première fois en couverture du Vogue américain, sous l'impulsion d'Edna Woolman Chase qui voulait des couvertures plus descriptives, ; il va devenir, dans les années qui vont suivre, un illustrateur reconnu, collaborant les trois éditions du magazine avec que sont l'américaine, la française, et la britannique.
Inspiré par les expressionnistes et les fauves, plus particulièrement Matisse, Edgar Degas, ou Toulouse-Lautrec, il côtoie au cours de sa carrière les illustrateurs Benito, le « très doué » René Bouët-Willaumez dont il est le « rival » mais complémentaire dans son style, Christian Bérard, René Bouché après Guerre dont il sera proche dans le style, ou encore le photographe Norman Parkinson avec lequel il est ami.
Carl Erickson dessine les créations de Jean Patou, Lucien Lelong, Dior, ou Schiaparelli, Jeanne Lanvin à son bureau, des scènes de la vie quotidienne ou de la vie mondaine,,,, : c'est avant tout un illustrateur de « reportage » plus que de modèle, dessinant sur les champs de course, lors des défilés, des spectacles, des cocktails,, ce qui correspond à l'évolution de Vogue dans les années à venir, quittant le rôle de magazine présenté comme un album statique vers un tendance plus informative une iconographie tournée vers les extérieurs.
Avec le début de la Seconde Guerre mondiale, Paris est envahi, il part vers le Sud à Bordeaux, puis traverse l'atlantique pour rejoindre New York ; il y restera jusqu'à la fin de la Guerre. Il élargit alors ses activités d'illustrateur. En 1946, Carl Erickson est au « sommet de son art ». Malgré l'inexorable emprise de la photographie de mode, il est qualifié « d'illustrateur vedette » de Vogue, il est mis en avant dans plusieurs articles de presse, et apparait dans Vogue qui publie des photos de ses illustrateurs réalisées par Irving Penn.
Dans les années 1950, fidèle aux Éditions Condé Nast, Carl Erickson travaille toujours pour les trois éditions internationales de Vogue mais est publié plus irrégulièrement. Connu comme grand buveur depuis longtemps, il sombre dans l’alcoolisme. Il tombe malade, dessine moins,, et meurt quelques années plus tard, en 1958 ; « La Couture parisienne ne pouvait rêver d'être mieux servie que par le dessin d'Eric » indique alors sa nécrologie, « il a laissé sa marque non seulement dans l'histoire de Vogue, mais aussi sur son époque » conclura le magazine de mode.

### Rétrospectives
- Brooklyn Museum, 1959,
- Parsons School of Design, 1964.